# Richard F. Pettigrew
Richard F. Pettigrew (Ludlow, 1848. július 23. – Sioux Falls, 1926. október 5.) az Amerikai Egyesült Államok Dél-Dakota államának szenátora.